# Brephidium coolidgei
Brephidium coolidgei är en fjärilsart som beskrevs av Gunder 1925. Brephidium coolidgei ingår i släktet Brephidium och familjen juvelvingar. Inga underarter finns listade i Catalogue of Life.